# Devbhumi Dwarka (Distrikt)
Der Distrikt Devbhumi Dwarka (Gujarati દેવભૂમિ દ્વારકા જિલ્લો) ist ein im Jahr 2013 neu gebildeter Verwaltungsdistrikt im indischen Bundesstaat Gujarat. Verwaltungssitz ist die Stadt Khambhalia. Der Distriktname (Devbhumi: „Land Gottes“, „heiliges Land“) nimmt Bezug auf den in der Stadt Dwarka befindlichen Dwarkadhish-Tempel, eine bedeutende hinduistische Kultstätte.

## Geografie und Klima

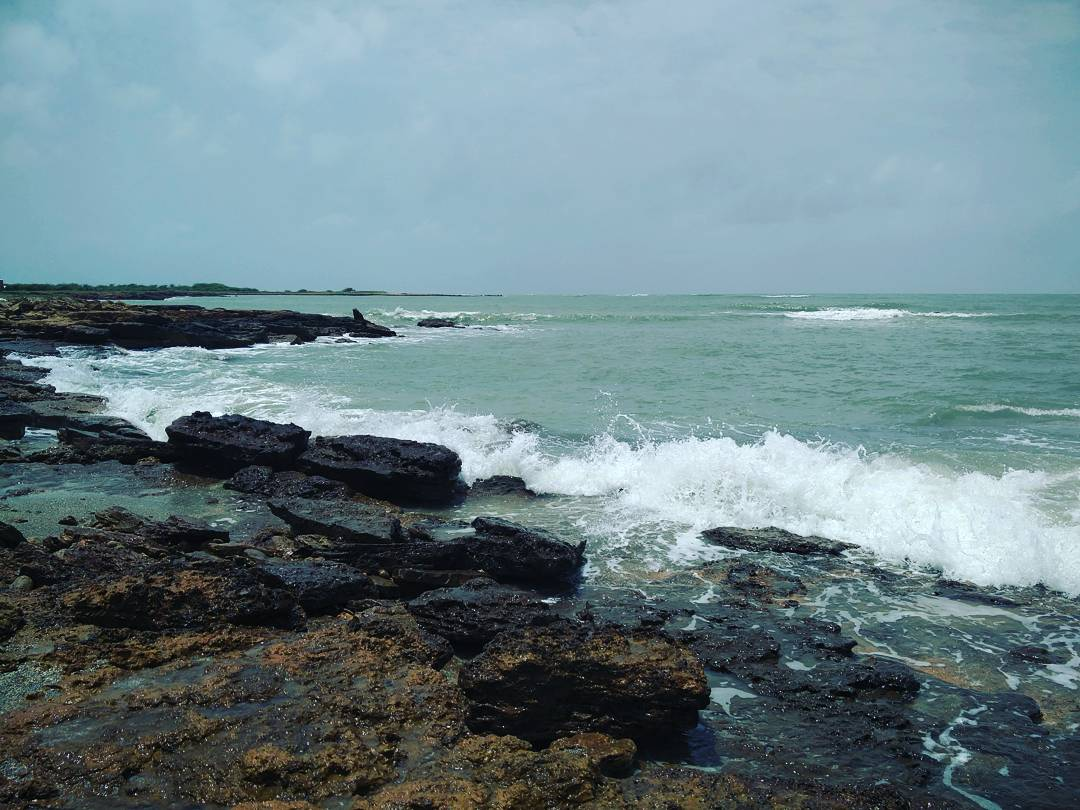
Küstenabschnitt am Arabischen Meer

Der Distrikt liegt an der Westspitze der Halbinsel Kathiawar und grenzt an das Arabische Meer, das im Norden einen langen Meeresarm, den Golf von Kachchh, bildet. Von den etwa 1600 Kilometern Küste des Bundesstaats Gujarat entfallen auf den Distrikt Devbhumi Dwarka ungefähr 235 Kilometer. Die angrenzenden Distrikte sind Porbandar im Südosten und Jamnagar im Westen. Physiogeografisch können Hügelland und Ebenen (Küstenebenen und Schwemmebenen) unterschieden werden. Ersteres findet sich vor allem landeinwärts. An der Küste ganz im Westen finden sich Kliffs, die bis 30 Meter Höhe erreichen, sowie Dünen und Sandbänke. Es gibt mehrere saisaonal wasserführende kleine Flüsse (Sorthi, Vartu, Sani, Ghee, Sonmati, Sindhani, Bhadhari), die zu Bewässerungszwecken aufgestaut wurden.
Im Distrikt herrscht ein heißes, semiarides Klima. Es können drei Jahreszeiten unterschieden werden: die Monsunzeit von Mitte Juni bis Oktober, der Winter von November bis Februar und der Sommer von März bis Juni. Die höchsten Temperaturen werden mit bis zu 41 °C im Mai erreicht und die niedrigsten mit minimal
6,3 °C im Dezember. In den Jahren 1987 bis 2021 lag der durchschnittliche Jahresniederschlag bei 669 mm, mit zum Teil deutlichen Variationen zwischen den Jahren. Der größte Teil des Niederschlags fällt während der Monsunzeit und hauptsächlich in den Monaten Juli und August.

## Geschichte
Der Distrikt wurde am 15. August 2013, symbolträchtig am 67. Jahrestag der Unabhängigkeit Indiens aus Teilen des Distrikts Jamnagar neu gebildet. Die Regierung des damaligen Chief Ministers von Gujarat Narendra Modi setzte damit ein Wahlversprechen um, das die BJP vor der Wahl in Gujarat 2012 abgegeben hatte. Der Distrikt Devbhumi Dwarka war einer von sieben Distrikten, die an diesem Tag in Gujarat neu entstanden.
Vor der Unabhängigkeit Indiens 1947 gehörte das Distriktgebiet zur Kathiawar Agency. Ab 1948 war es Teil des Bundesstaats Saurashtra und von 1956 (nach dem States Reorganisation Act) bis 1960 Teil des Bundesstaats Bombay, der 1960 in die beiden Staaten Maharashtra und Gujarat geteilt wurde.

## Bevölkerung

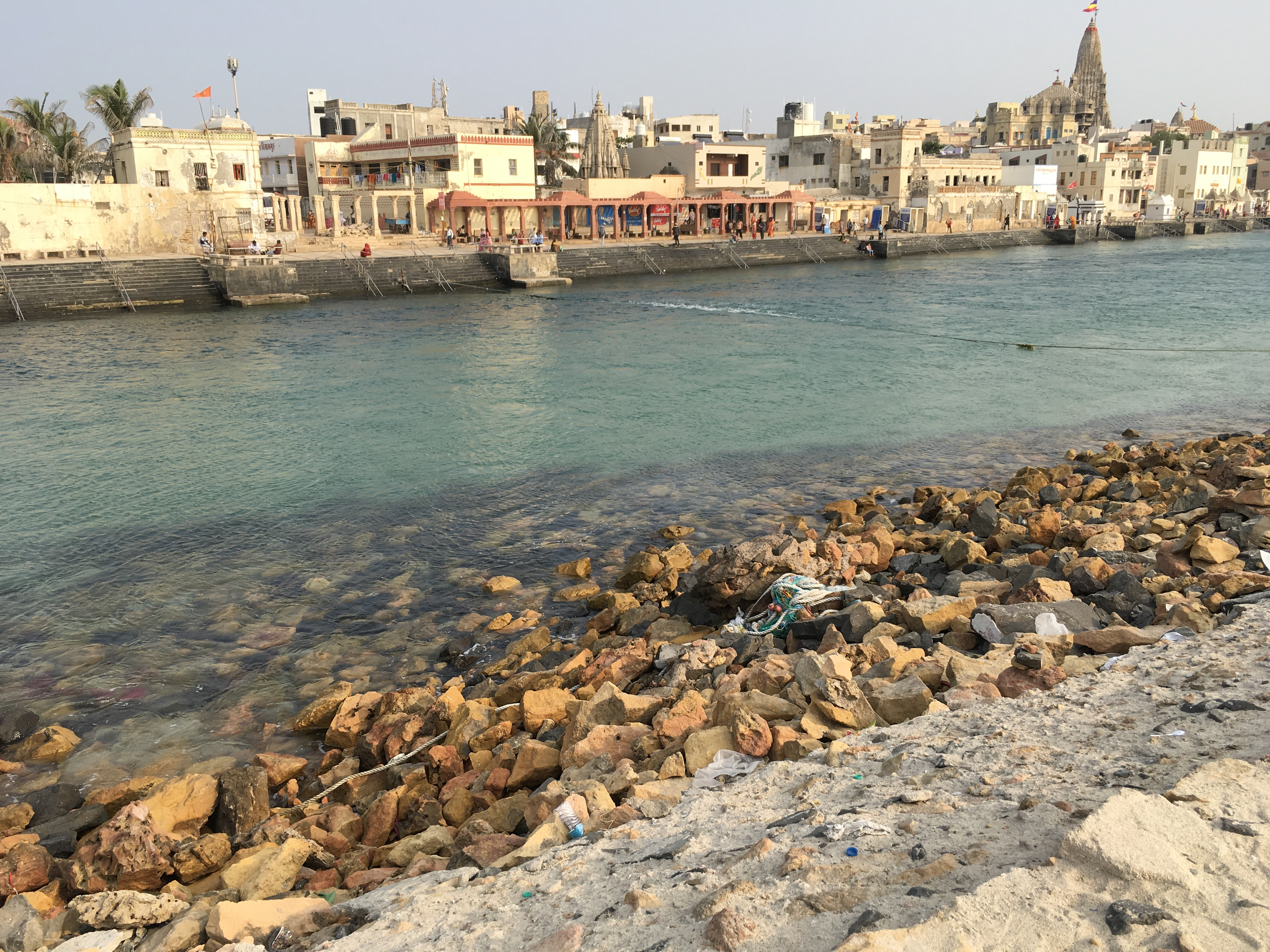
Dwarka mit dem Fluss Gomti

Bei der Volkszählung 2011 hatte der spätere Distrikt 752.484 Einwohner (386.566 männlich, 365.918 weiblich). 241.795 Personen lebten in städtischen und 510.689 in ländlichen Siedlungen. Die Alphabetisierungsrate lag mit 69 Prozent deutlich unter dem Durchschnitt Gujarats (78 Prozent).

## Verwaltung

### Taluks
Im Jahr 2022 war der Distrikt administrativ in vier Taluks eingeteilt: Khambhalia, Kalyanpur, Dwarka und Bhanvad.

### Städtische Siedlungen
Im Jahr 2022 bestanden sechs Municipalities (größere Städte mit Selbstverwaltung). In Klammern ist die Einwohnerzahl bei der Volkszählung 2011 angegeben.
- Bhanvad (22.142)
- Dwarka (38.873)
- Khambhalia (41.734)
- Okha (62.052)
- Raval (19.777)
- Salaya (33.246)

## Wirtschaft
Dominierender Erwerbszweig ist die Landwirtschaft. Es werden drei Anbausaisons unterschieden: Kharif (Juni bis September), Winter (Rabi, Oktober bis Januar) und der Sommer (Februar bis Mai). Die wichtigsten Nutzpflanzen sind Erdnüsse, Baumwolle und Weizen.

## Besonderheiten
Der Distrikt ist vor allem aufgrund des Dwarkadhish-Tempels, eines Krishna-Tempels in der Stadt Dwarka bekannt. Nach hinduistischer Mythologie errichtete Krishna, der als achte Inkarnation Vishnus gilt, nach seinem Weggang aus Mathura ein Königreich in der Gegend von Dwarka. Krishnas Großenkel Vajranabh gilt dieser Überlieferung nach als erster Erbauer des Tempels von Dwarka.